# Жан I д’Омаль
Жан I де Понтьё, Жан I д’Омаль (Jean de Ponthieu, Jean Ier d’Aumale) (погиб в битве при Куртре 11.07.1302) — граф Омаля, барон Монгомери с 1260.
Сын Фернандо Кастильского (1238—1260) и Лоры де Монфор (ум. 1270), дамы д’Эпернон. По отцу внук короля Кастилии и Леона Фердинанда III и графини Понтьё Жанны де Даммартен. По матери внук коннетабля Франции Амори VI де Монфора (1192—1241).
Наследовал отцу в 1260 году в качестве графа Омаля и соправителя Жанны де Даммартен в Понтье. В 1279 году Жанна де Даммартен умерла и король Англии Эдуард I конфисковал графство Понтье по правам своей жены Элеоноры Кастильской - дочери Жанны. Позже, в 1281 году, Жан I получил компенсацию в сумме 14 000 ливров в обмен на отказ от всех притязаний.
Жан I де Понтьё погиб в битве под Куртре 11.07.1302.
Он был женат (свадьба 1289/93) на Иде де Мёлан (1260—1324), даме де Фонтен-Герар, вдове Гобера I сеньора де Даржи, дочери Амори III де Мёлана, сеньора де ла Кё-ан-Бри и де Гурне-сюр-Марн. Дети:
- Лора де Понтьё (ум. 1324), жена Ги VI де Мовуазена де Рони;
- Жан II (1293—1343), граф Омаля, барон Монгомери, сеньор д’Эпернон, де Нуайель-сюр-Мер и де Фонтен-Герар.